# Amt Oberspreewald
Das Amt Oberspreewald, bis Dezember 1994 Amt Straupitz, war ein 1992 gebildetes Amt im Land Brandenburg, in dem sich zunächst zehn Gemeinden des damaligen Kreises Lübben (heute Landkreis Dahme-Spreewald, Brandenburg) zu einem Verwaltungsverbund zusammengeschlossen hatten. Eine weitere Gemeinde wurde dem Amt per Erlass des Innenministers des Landes Brandenburg zugeordnet. Sitz der Amtsverwaltung war in der Gemeinde Straupitz. Das Amt Oberspreewald wurde 2003 mit dem Amt Lieberose zum Amt Lieberose/Oberspreewald fusioniert. Es hatte zuletzt noch fünf Gemeinden.

## Geographische Lage
Das Amt Oberspreewald lag im östlichen Teil des Landkreises Dahme-Spreewald und grenzte im Norden an das Amt Märkische Heide, im Osten an das Amt Lieberose, im Süden an das Amt Burg (Spreewald) (Landkreis Spree-Neiße) und das Amt Lübbenau (Landkreis Oberspreewald-Lausitz) und im Westen an die amtsfreie Stadt Lübben (Spreewald).

## Geschichte
Der Minister des Innern des Landes Brandenburg erteilte am 30. September 1992 seine Zustimmung zur Bildung des Amtes Straupitz. Als Zeitpunkt für das Zustandekommen des Amtes wurde der 5. Oktober 1992 bestimmt. Die Zustimmung war befristet bis zum 1. Oktober 1994. Sitz des Amtes war in der Gemeinde Straupitz. Zum Zeitpunkt des Zustandekommens des Amtes waren folgende Gemeinden im damaligen Kreis Lübben zugeordnet:
1. Straupitz
2. Butzen
3. Byhlen
4. Byhleguhre
5. Laasow
6. Neu Zauche
7. Caminchen
8. Sacrow-Waldow
9. Wußwerk
10. Alt Zauche

Außerdem wurde nach §1 Abs. 4 der Amtsordnung die Gemeinde Briesensee (Kreis Lübben) dem Amt Straupitz zugeordnet. Die Befristung wurde ab dem 8. September 1994 aufgehoben. Das Amt erhielt zum 20. Dezember 1994 den Namen Amt Oberspreewald.
Zum 26. Oktober 2003 schlossen sich die Gemeinden Alt Zauche und Wußwerk zur neuen Gemeinde Alt Zauche-Wußwerk zusammen, die Gemeinde Briesensee wurde in die Gemeinde Neu Zauche eingegliedert. Die Gemeinden Byhleguhre und Byhlen fusionierten zur Gemeinde Byhleguhre-Byhlen, und die Gemeinden Butzen, Laasow und Sacrow-Waldow bildeten die neue Gemeinde Spreewaldheide. Zum gleichen Zeitpunkt wurden das Amt Oberspreewald mit dem Amt Lieberose fusioniert und die vier neuen Gemeinden (neben Straupitz) dem neuen Amt Lieberose/Oberspreewald zugeordnet.

## Amtsdirektor
Erster und einziger Amtsdirektor war Elmar Spicker.

## Belege
1. ↑  Bildung der Ämter Sonnewalde und Straupitz. Bekanntmachung des Ministers des Innern vom 29. September 1992. Amtsblatt für Brandenburg - Gemeinsames Ministerialblatt für das Land Brandenburg, 3. Jahrgang, Nummer 81, 22. Oktober 1992, S. 1911/2.
2. ↑  Aufhebung der Befristung von Ämtern. Bekanntmachung des Ministers des Innern vom 20. September 1994. Amtsblatt für Brandenburg - Gemeinsames Ministerialblatt für das Land Brandenburg, 5. Jahrgang, Nummer 71, 7. Oktober 1994, S. 1446.
3. ↑  Änderung des Namens des Amtes Straupitz. Bekanntmachung des Ministers des Innern vom 6. Dezember 1994. Amtsblatt für Brandenburg - Gemeinsames Ministerialblatt für das Land Brandenburg, 5. Jahrgang, Nummer 90, 19. Dezember 1994, S. 1721.
4. ↑  Änderung des Amtes Oberspreewald. Bekanntmachung des Ministeriums des Innern vom 15. Juli 2002. Amtsblatt für Brandenburg - Gemeinsames Ministerialblatt für das Land Brandenburg, 13. Jahrgang, Nummer 31, 31. Juli 2002, S. 663 PDF.
5. ↑  Sechstes Gesetz zur landesweiten Gemeindegebietsreform betreffend die Landkreise Dahme-Spreewald, Elbe-Elster, Oberspreewald-Lausitz, Oder-Spree und Spree-Neiße (6. GemGebRefGBbg) vom 24. März 2003, Gesetz- und Verordnungsblatt für das Land Brandenburg, I (Gesetze), 2003, Nr. 05, S. 93.